# Il Decamerone nero
Il Decamerone nero è un film di genere commedia erotico del 1972, diretto da Piero Vivarelli.

## Trama
Il film è composto da cinque episodi.
- La regina bella
- Guarigione di una pazza per gli uomini
- Gli amanti puniti
- Vendetta di prostituta
- Che cosa non ha fatto

## Altre nazioni
- The Black Decameron (USA)
- Black Decameron (UK)
- Decameron Negro (Spagna)
- Africa Erotica (Germania)
- Sensualité africaine, le décaméron noir / Le Décaméron noir (Francia)
- Naked Decameron (Australia)
- Tropical sex (Grecia)